# Przełęcz Sokola

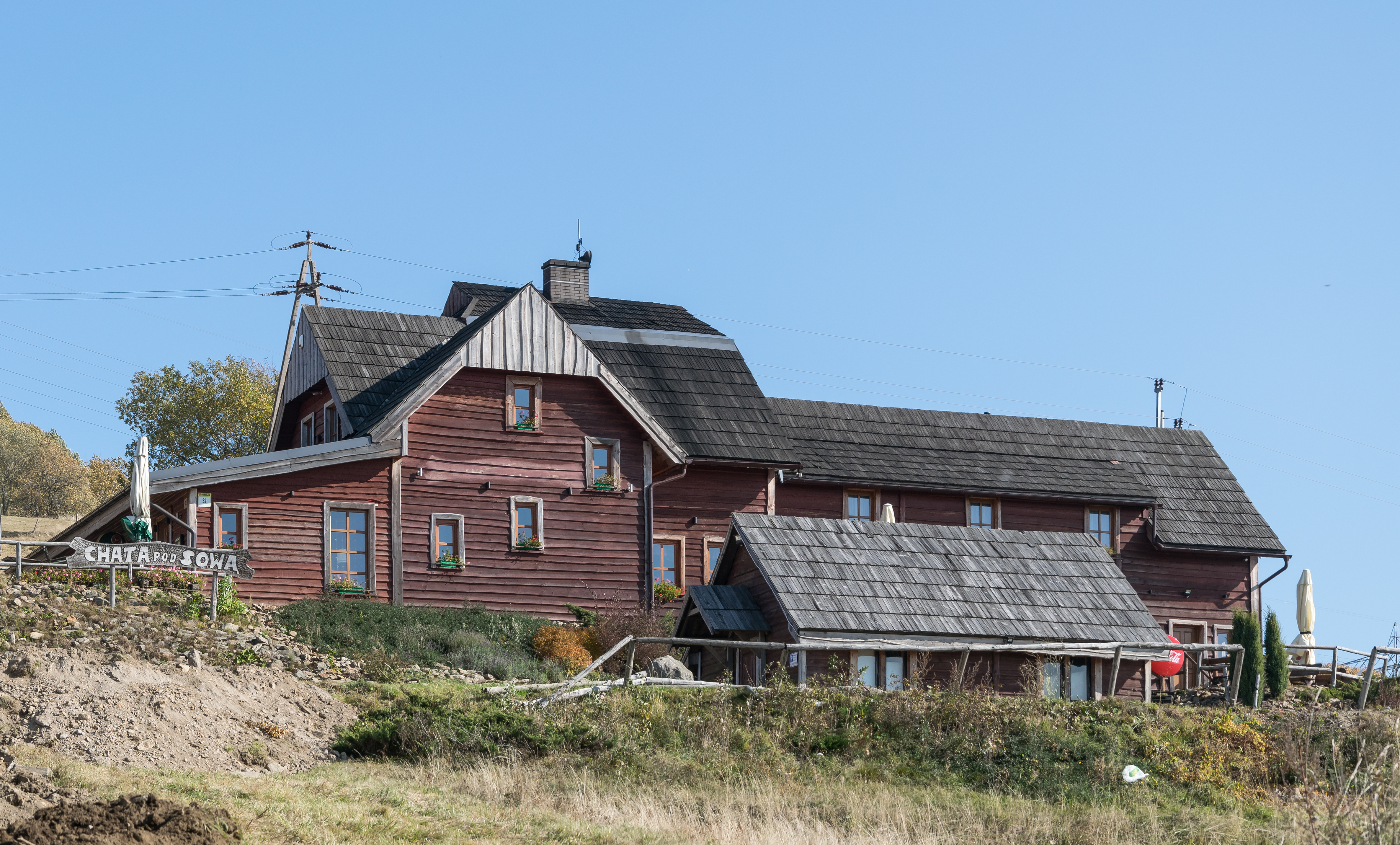
Pensjonat Chata pod Sową na Przełęczy Sokolej

Przełęcz Sokola (niem. Falkenberger Pass) – przełęcz położona na wysokości 754 m n.p.m. w Górach Sowich w południowo-zachodniej Polsce.

## Położenie
Przełęcz położona jest w środkowej części masywu Gór Sowich, na północny zachód od miejscowości Sokolec.

## Charakterystyka
Przełęcz oddziela wzniesienie Sokolica w masywie Wielkiej Sowy, wznoszące się po północno-wschodniej stronie od wzniesienia Sokół w Masywie Włodarza, wznoszącego się po zachodnio-południowej stronie przełęczy. Przez przełęcz prowadzi droga pomiędzy Nową Rudą a Walimiem. Otoczenie przełęczy zajmują obszerne górskie łąki i częściowo pola uprawne. Wzdłuż drogi po obu stronach przełęczy położone są wsie Rzeczka i Sokolec. Zbocza wokół przełęczy są znakomitymi stokami narciarskimi z licznymi wyciągami narciarskimi.

## Inne
Przez przełęcz przebiega granica administracyjna między powiatem kłodzkim i powiatem wałbrzyskim.

## Turystyka
- Powyżej przełęczy na stoku Sokolicy znajdują się schronisko Orzeł i schronisko Sowa[1].
- Na przełęczy znajduje się miejsce postojowe i parking[1].
- Na przełęczy znajduje się ośrodek narciarski Przełęcz Sokola Ski[2]

## Szlaki turystyczne
- Główny Szlak Sudecki: Jedlina-Zdrój – Przełęcz Sokola – Wielka Sowa
- Przełęcz Sokola – parking nad Sokolcem – Lisie Skały – Grabina – Koziołki – Rozdroże pod Kozią Równią – Schronisko PTTK „Zygmuntówka” – Bielawska Polana
- Wielka Sowa – Polana Potoczkowa – Przełęcz Walimska – Jelenia Polana – Przełęcz Sokola[3]